# 桂陽君
桂陽君（けいようくん、ケヤングン、계양군、1427年 - 1464年8月16日）は、李氏朝鮮の王族。諱は璔（ジュン、용）。字は顕之、諡号は忠昭。

## 生涯
第4代国王世宗の第8王子。母は慎嬪金氏。第5代国王文宗および第7代国王世祖（首陽大君）・安平大君・臨瀛大君・錦城大君の異母弟。永膺大君や永豊君の異母兄である。平原大君とは同じ年の生まれである。1434年に桂陽君に封じられた。庶子の中でも父の世宗に一番愛され、学問好きで、書にも優れた。謙虚な性格で権勢を振わなかったが、酒に溺れて早死にした。
端宗時代末には首陽大君を支持した。1454年には寿春君と翼峴君らは霊川尉尹師路とともに錦城大君を弾劾し、同年坡平尉尹巌と一緒に錦城大君・恵嬪楊氏などを攻撃したりした。世祖即位後、輸忠衛社同徳佐翼功臣一等に録勲されて桂陽君にまた封爵された。1464年4月から病床に臥せり、同年8月16日に死亡した。

## 家族
- 父: 世宗
- 母: 慎嬪金氏
  - 弟: 義昌君 李玒
  - 弟: 密城君 李琛
  - 弟: 翼峴君 李璭
  - 弟: 寧海君 李瑭
  - 弟: 潭陽君 李璖
- 正妻: 旌善郡夫人清州韓氏（西原府院君韓確の娘で、仁粋大妃の姉、? - 1480年7月27日）
  - 長男: 寧原君 李澧
  - 次男: 江陽君 李潚
  - 三男: 富林君 李湜
  - 長女: 韓嶔に降嫁
  - 庶子: 方山守 李瀾
- 甥: 懿敬世子
- 義妹: 仁粋大妃
  - 甥: 成宗

## 関連作品

### ドラマ
- 《王と妃》（KBS1、1998年 6月 6日~2000年 3月 26日、俳優:イ・ソンユン（이성용））
- 《インス大妃》 （JTBC、2011年 12月 3日 ~ 2012年 6月 24日、俳優:チョン・ジヌ（전진우））